# Lázek
Lázek (německy Wachberg) je nejvyšší vrchol Zábřežské vrchoviny ležící v okrese Ústí nad Orlicí cca 7 km východně od Lanškrouna. Na vrcholu v nadmořské výšce 715 m n. m. se nachází stejnojmenná dřevěná opláštěná rozhledna s Reichlovou chatou z roku 1933 a vysílač.

## Popis
Nevýrazný vrchol ze západu padající do zalesněného údolí Hraničního potoka. Je tvořen převážně pararulou (biotitickými rulami) méně svorem. Na západě zasahuje nivní sediment Hraničního potoka. Západní úbočí je zalesněno smrkem. Na východním úbočí pramení v zalesněném údolí potok Šumvalák. Na ostatních úbočí se převážně nacházejí louky a na jižním úbočí lom.

## Pomníky
V těsné blízkosti Reichlovy chaty se nalézá pomník protifašistického odboje z roku 1970. Je tvořen hranolovým obeliskem obložený žulovými deskami se jmény popravených a umučených z roku 1980. Nad deskami je umístěn československý státní znak.
Na severovýchodním úbočí při silnici II/368 se nachází pomník připomínající popravu tří podporovatelů odboje proti fašismu.

## Přístup
Lázek je dobře přístupný ze všech směrů. Nejlepší přístup je po asfaltové odbočce ze silnice II/368 směřující ze Štítů do Moravské Třebové, která vede po východním úbočí vrcholu. U této odbočky se nachází autobusová zastávka Cotkytle, Pod Lázkem. Na samotný vrchol se pak dá z této silnice dojít po červené, zelené, nebo žluté turistické značce.
Konkrétně červená vede ze Zábřeha přes Hoštejn a Strážnou nebo ze Štítů přes Cotkytli. Žlutá ze Zábřeha přes Drozdov nebo z Dolní Čermné přes Herbortice. A ze západní strany je vrchol přístupný po zelené turistické značce vedoucí z Lanškrouna.